# Station Onville
Station Onville is een spoorwegstation in de Franse gemeente Onville.